# Sinularia kavarattiensis
Sinularia kavarattiensis is een zachte koraalsoort uit de familie Alcyoniidae. De koraalsoort komt uit het geslacht Sinularia. Sinularia kavarattiensis werd in 1991 voor het eerst wetenschappelijk beschreven door Alderslade & Shirwaiker. 